# Hochschulorchester

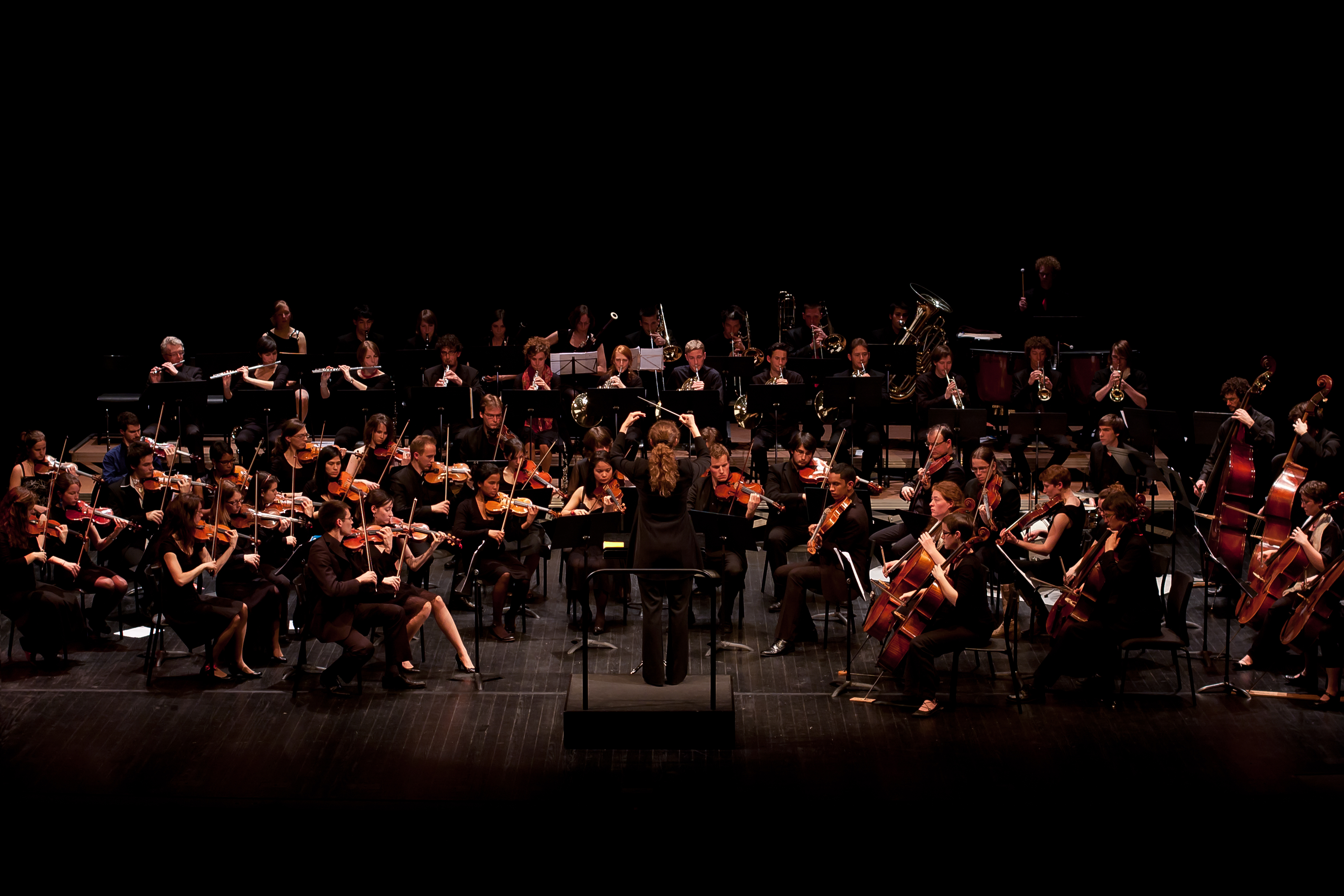
Konzert des Universitätsorchesters Straßburg mit Corinna Niemeyer

Das Hochschulorchester ist – wie der Hochschulchor und der Hochschulsport – eine Einrichtung an Universitäten, Musikhochschulen und Fachhochschulen. Alternativ gibt es die Bezeichnungen Studentenorchester, Universitätsorchester, Akademisches Orchester oder Hochschulsinfonieorchester. Die Einrichtung des Hochschulorchesters soll Studierenden, die ein Instrument erlernt haben, die Möglichkeit geben, sich während ihrer Studienzeit musikalisch zu betätigen. Wie die Hochschulchöre und andere musikalische Ensembles gestalten die Hochschulorchester das soziale und kulturelle Leben an den Hochschulen mit und leisten mit öffentlichen Konzerten einen Beitrag zur repräsentativer Außenwirkung der Hochschulen. Einige Studentenorchester wurden von Studierenden gegründet und sind organisatorisch weitgehend in der Hand der Orchestermitglieder, einschließlich der Wahl des Dirigenten, andere wurden von der Hochschule eingerichtet. Manchmal sind die Orchester den Fächern Musikwissenschaft oder Musikpädagogik angegliedert. Neben Orchestern mit einer über hundertjährigen Tradition gibt es auch immer wieder Neugründungen.
Die Hochschulorchester an Universitäten und Fachhochschulen können weitgehend dem Bereich der Laienmusik zugeordnet werden. Sie stehen meist den Studierenden aller Fakultäten zur Verfügung, oft auch den Alumni und anderen Universitätsangehörigen.
In Musikhochschulen hingegen gehört das Hochschulorchester oft zum regulären, teilweise verpflichtenden, Studienprogramm und bereitet auf den Beruf des Orchestermusikers vor oder ist in Studiengänge zum Dirigenten eingebunden. Übergeordnet hat sich 1974 in Deutschland die Junge Deutsche Philharmonie als Bundesstudentenorchester gegründet, in der nach bestandenem Probespiel Musikstudierende aller Musikhochschulen mitwirken können. Es ist noch stärker auf die Berufsvorbereitung ausgerichtet. Auch in Jazzabteilungen kann die Mitwirkung an Formationen der Jazzorchester für die entsprechenden Studierenden verpflichtend sein.
Einige Orchester bestehen aus Musikstudierenden und Studierenden anderer Fakultäten.

## Aufnahme und Repertoire
An den allgemeinen Hochschulen melden sich Interessierte selbst zum Orchester an und werden nach einem Vorspiel aufgenommen. In den Musikhochschulen erfolgt die Aufnahme teilweise nach Vorgabe des Hauptfachlehrers. Die meisten Hochschulorchester sind von der Form her Sinfonieorchester mit den Instrumentengruppe der Streicher, Holzbläser, Blechbläser und Perkussion. Ihr Repertoire richtet sich nach der musikalischen Leistungsfähigkeit der Mitglieder. Es wird oft mit der Musik der Klassik, der Romantik und der Neuen Musik angegeben. Daneben werden auch orchestrale Fassungen von Filmmusik, Musical und populären Musik genannt. Die Probenarbeit ist auf Konzerte ausgerichtet, die Frequenz liegt bei ein  bis zwei Konzerten pro Semester bei den Laienorchestern, an den Musikhochschulen liegt die Frequenz oft höher. Einige Hochschulorchester führen auch Konzertreisen durch.
Als weitere Orchesterformen finden sich auch Blasorchester und Kammerorchester.

## Liste von Hochschulorchestern (Auswahl)
In der folgenden Liste ist eine Auswahl von Hochschulorchestern angegeben, die die oben genannten unterschiedlichen Formen widerspiegeln. Die Reihenfolge ist nach Länder- bzw. innerhalb dieser nach den Städtenamen sortiert.

### Dänemark
Kopenhagener Studentenorchester, Leitung Rose Munk Heiberg

### Deutschland
- Aachener Studentenorchester, Leitung Reiner Schuhenn[2]
- Collegium Musicum der RWTH Aachen, Leitung Raimund Laufen
- Bläserphilharmonie Aachen, Leitung Tobias Haußig[3]
- Hochschulorchester Hochschule Ansbach, Leitung Gerhard Jacobs[4]
- Universitätsorchester Augsburg, Leitung Bernd-Georg Mettke[5]
- Akademisches Orchester Berlin, Leitung Peter Aderhold[6]
- Collegium Musicum Bonn, Leitung Michael Barth
- Uniorchester Bonn - Camerata musicale, Leitung Martin Kirchharz[7]
- Sinfonieorchester der TU Clausthal, Leitung Rainer Klugkist
- Hochschulorchester der Hochschule für Musik Detmold, Leitung Florian Ludwig[8]
- Universitätsorchester der TU Dresden, Leitung Helmuth Reichel Silva[9]
- Universitätsorchester Erlangen, Symphonieorchester der Friedrich-Alexander-Universität Erlangen-Nürnberg, Leitung Jan Doležel[10]
- Sinfonieorchester, Kammerorchester, Brass Band der Folkwang Universität Essen[11]
- Junge Deutsche Philharmonie mit Sitz in Frankfurt, Leitung Jonathan Nott
- Akademische Orchestervereinigung Göttingen, Leitung Piero Lombardi
- Universitätsorchester der Georg-August-Universität Göttingen, Leitung Andreas Jedamzik
- Akademisches Orchester der TU Ilmenau
- Hochschulorchester der Hochschule für Musik und Tanz Köln, Leitung Alexander Rumpf[12]
- Kammerorchester der Universität zu Köln, Leitung Michael Ostrzyga[13]
- Symphonisches Blasorchester der Universität Konstanz, Leitung Ralph Brodmann[14]
- Leipziger Universitätsorchester, Leitung Frédéric Tschumi
- HTWK Orchester Leipzig, Leitung Matthew Lynch[15]
- Symphonieorchester der Hochschule für angewandte Wissenschaften München, Leitung Matthias Stoffels[16]
- Jazz Orchestra der Hochschule für Musik und Theater München, Leitung Claus Reichstaller[17]
- Studentenorchester Münster, Leitung Cornelius During
- Symphonie-Orchester des Instituts für Musik der Hochschule Osnabrück[18]
- HochschulSinfonieOrchester der Hochschule für Musik und Darstellende Kunst Stuttgart, Leitung Per Borin[19]
- Sinfonisches Blasorchester der Universität Regensburg (CampusBlosn)[20]
- Universitätsorchester Regensburg, Leitung Arn Goerke[21]
- Freies Studentisches Orchester Rostock, Leitung Robin Portune
- Uniorchester Ulm, Leitung Burkhard Wolf[22]
- Orchester des Collegium musicum Bonn, Leitung Michael Barth[23]

### Frankreich
- Universitätsorchester Paris, Leitung Carlos Dourthé[24]
- Universitätsorchester Straßburg, Universitätsorchester Straßburg, Leitung Corinna Niemeyer[25]

### Niederlande
- Nationales Niederländisches Studentenorchester an der Universität Leiden[26]

### Österreich
- Orchester der Universität Wien, Leitung Vijay Upadhyaya[27]

### Schweden
- Royal Academic Orchestra, Uppsala, Leitung Stefan Karpe[28]

### Schweiz
- Orchester der Universität Basel, Leitung Olga Pavlu[29]
- Universitätsorchester der Universität St. Gallen, Leitung Francisco Pablo Obieta[30]
- Akademisches Orchester Zürich, Leitung Martin Lukas Meister[31]

### Vereinigtes Königreich
- Kelvin Ensemble: Studentenorchester Glasgow[32]
- University of London Symphony Orchestra[33]
- Oxford University Orchestra & Sinfonietta (OUO)[34]

### Europa, übergreifend
Europäisches Studentenorchester, Leitung Dionysis Grammenos